# Orthonychia
Genre
Synonymes
- Voir paragraphe #Synonymes

Orthonychia est un genre fossile de mollusques gastéropodes marins de la sous-classe des Neritimorpha, de l'ordre fossile des Cyrtoneritimorpha et de la famille des Orthonychiidae. 
Les différentes espèces datent du Silurien au Permien et ont été trouvées en Asie, aux Amériques, en Australie et en Europe.

## Classification
Le genre Orthonychia est créé en 1843 par James Hall,.

### Synonymes
- Capulus (Orthonychia)
- Platyceras (Orthonychia)
- Geronticeras Grabau, 1936
- Igoceras Hall, 1859

### Publication originale
- [1843] (en) James Hall, Geology of New York, Part IV, comprising the survey of the fourth geological district, vol. 4, 1843, 1-683 p.